# Trent (Dakota del Sud)
Trent és una població dels Estats Units a l'estat de Dakota del Sud. Segons el cens del 2000 tenia 254 habitants.

## Demografia
Segons el cens del 2000, Trent tenia 254 habitants, 106 habitatges, i 64 famílies. La densitat de població era de 97,1 habitants per km².
Dels 106 habitatges en un 27,4% hi vivien nens de menys de 18 anys, en un 50,9% hi vivien parelles casades, en un 5,7% dones solteres, i en un 38,7% no eren unitats familiars. En el 31,1% dels habitatges hi vivien persones soles l'11,3% de les quals corresponia a persones de 65 anys o més que vivien soles. El nombre mitjà de persones vivint en cada habitatge era de 2,23 i el nombre mitjà de persones que vivien en cada família era de 2,83.
Per edats la població es repartia de la següent manera: un 21,7% tenia menys de 18 anys, un 7,1% entre 18 i 24, un 30,7% entre 25 i 44, un 23,2% de 45 a 60 i un 17,3% 65 anys o més.
L'edat mediana era de 40 anys. Per cada 100 dones de 18 o més anys hi havia 99 homes.
La renda mediana per habitatge era de 36.161 $ i la renda mediana per família de 39.318 $. Els homes tenien una renda mediana de 27.222 $ mentre que les dones 23.542 $. La renda per capita de la població era de 16.855 $. Entorn del 6,1% de les famílies i el 17% de la població estaven per davall del llindar de pobresa.

## Poblacions més properes
El següent diagrama mostra les poblacions més properes.